# Bluebird (今井美樹の曲)
「Bluebird」（ブルーバード）は、今井美樹の9枚目のシングル。1993年7月28日発売。発売元はフォーライフ・レコード（現・フォーライフミュージックエンタテイメント）。

## 解説
TBSテレビ系「日立 世界・ふしぎ発見!」エンディングテーマ。布袋寅泰が初めて今井のシングル楽曲を手掛けた作品。

## 収録曲
作曲・編曲　布袋寅泰
1. Bluebird　 
  - 作詞　岩里祐穂
2. amour au chocolat (new version) Reproduced by TOMOYASU HOTEI　
  - 作詞　今井美樹
3. Bluebird (Instrumental)